# Habitatge al carrer Sant Josep, 37 (Viladecans)
L'Habitatge al carrer Sant Josep, 37 és una obra del municipi de Viladecans (Baix Llobregat) inclosa en l'Inventari del Patrimoni Arquitectònic de Catalunya.

## Descripció
Es tracta d'una casa de planta irregular que s'adapta a la cruïlla de dos carrers i té la façana principal disposada en xamfrà. En ella hi destaca la decoració a base de pilastres jòniques adossades, sis a cada façana lateral i dues a la central (xamfrà). Consta de planta baixa i terrat, tancat per una balustrada de terracuita i un tram de mur de coronament curvilini, el qual es troba emplaçat a la façana principal i decorat per garlandes i altres elements vegetals.

## Història
Fou construïda en el primer quart del segle xx.